# Iwo Świrski
Iwo Świrski herbu Szaława (ur. ok. 1735, zm. po 1802) – pisarz grodzki żydaczowski, członek Stanów Galicyjskich.
Iwo Świrski herbu Szaława urodził się około 1745 r. jako syn Michała, piszącego się z Romanowa, wojskiego większego lwowskiego i Ewy z Rzeplina Wojakowskiej herbu Brochwicz, kasztelanki przemyskiej. Przed 1769 r. został pisarzem grodzkim żydaczowskim, a od 1782 r. członkiem Stanów Galicyjskich.
Ożenił się z Klarą Marianną Mrozowicką herbu Prus III, córką Adama, starosty stęgwilskiego i regimentarza wojsk koronnych oraz Ewy Franciszki Puzynianki, pisarzówny wielkiej litewskiej. 20 stycznia 1777 roku brat Marianny, Józef Mrozowicki, pułkownik JKM, …darował Iwonowi Świrskiemu i jego żonie Mariannie z Mrozowickich część wsi Sarnki Górne. Sprawy majątkowe spadkobierców Świrskich toczyły się do 1895 roku w C. K. Sądzie Obwodowym w Brzeżanach.